# High-Speed Uplink Packet Access

Mobilní síťové standardy

High-Speed Uplink Packet Access (HSUPA) je nástavba protokolu 3G mobilních telefonů v rodině HSPA s přenosovou rychlostí pro upload až 5,76 Mbit/s. Název HSUPA byl vytvořen společností Nokia. 3GPP nepoužívá název 'HSUPA', ale místo toho používá název Rozšířený Uplink (EUL).
Specifikace pro HSUPA jsou zahrnuty ve standardu Universal Mobile Telecommunications System verze 6 zveřejněné 3GPP. - "Technický účel funkce rozšířeného uploadu má zlepšit výkonnost přenosových kanálů, např. ke zvýšení kapacity a propustnosti a snížení odezvy."

## Verze HSUPA
Následující tabulka uvádí rychlosti uploadu pro různé třídy HSUPA.
| Třída HSUPA         | Maximální rychlost uploadu | Příklady zařízení |
| ------------------- | -------------------------- | --- |
| Třída 1             | 0.73 Mbit/s                | |
| Třída 2             | 1.46 Mbit/s                | |
| Třída 3             | 1.46 Mbit/s                | |
| Třída 4             | 2.93 Mbit/s                | Qualcomm 6290 |
| Třída 5             | 2.00 Mbit/s                | Nokia: C6-01, C5, E52, E72, E55, 6700 Classic, N900, 5630 XpressMusic; BlackBerry: Storm 9500, 9530; HTC: Dream; Sony Ericsson: C510, C903, W705, W995, T715 |
| Třída 6             | 5.76 Mbit/s                | BlackBerry Tour 9630, iPhone 4, Nokia CS-15, Samsung i8910, Samsung i8000 Omnia II, Huawei E1750 (USB modem), Conel UR5i                                     |
| Třída 7 (3GPP Rel7) | 11.5 Mbit/s                | |